# قوبيون أحمر النقط
قوبيون أحمر النقط (الاسم العلمي: Gobius rubropunctatus) هو نوع من الأسماك يتبع جنس القوبيون من الفصيلة القوبيونية.